# Management by wandering around
MBWA (viết tắt của Management By Walking Around mà một số tài liệu tiếng Việt dịch là Điều hành bên ngoài văn phòng) là một trong ba phương pháp quản lý hiện đại phổ biến; bên cạnh MBP và MBP. Phương pháp này còn có một tên khác là Management of Wandering Around và cũng viết tắt là MBWA. Về căn bản, phương pháp này cho rằng để luôn kiểm soát được "mạch đập" công ty, người lãnh đạo cần bỏ ra ít nhất 1/4 thời gian làm việc hàng ngày để… đi dạo bên ngoài phòng làm việc của mình. Phương pháp này được hình thành từ thành công của những huyền thoại trong giới kinh doanh như Sam Walton, Jack Welch...
Khái niệm về MBWA đã được Tom Peters và Nancy Austin đưa ra trong một cuốn sách xuất bản năm 1985. Người Nhật đã có những hệ thống tương tự như ở Công ty Honda, và có khi nó còn được gọi là 3 G's (Genba (hoặc gemba), Genchi, and Genjitsu, có thể hiểu là "actual place" (thực địa), "actual thing" (thực việc), và "actual situation" (thực tình hình).

## Sam Walton và MBWA
Sam Walton là người sáng lập mạng lưới Wal-Mart. Ông luôn khởi động một ngày làm việc bằng cách đi dạo quanh một trong các siêu thị của mình và tự đặt nhiệm vụ mỗi ngày phải ghé thăm ít nhất 2 cửa hàng trong hệ thống. Ông cho rằng không một hệ thống giám sát hay báo cáo nào có thể thay thế sự giao tiếp trực tiếp và sống động với nhân viên. Thông thường, ông không bao giờ báo trước về "cuộc dạo chơi" của mình, hoặc chỉ thông báo trước đó vài giờ, để được chứng kiến hiện thực kinh doanh một cách chân thực nhất.

## MBWA kiểu Jack Welch
Jack Welch, CEO của General Electric, cũng thường dành rất nhiều thời gian để trò chuyện với cấp dưới. Đối với bất kỳ nhân viên nào trong tập đoàn, ông cũng chỉ đơn giản là ông "Jack" thân thiện và cởi mở. Việc những người đứng đầu đích thân tham dự vào các cuộc họp ở nhiều cấp độ khác nhau của doanh nghiệp, một cách không chính thức, có tầm ảnh hưởng rất lớn. Cách làm này sau đó cũng lần lượt được áp dụng ở PepsiCo, Lucasfilm, Corning Glass, 3M và Disney.

## MBWA trên thực tế
Chính là việc "đi thực tế", "đi sâu đi sát" của lãnh đạo.